# Барон Тревор

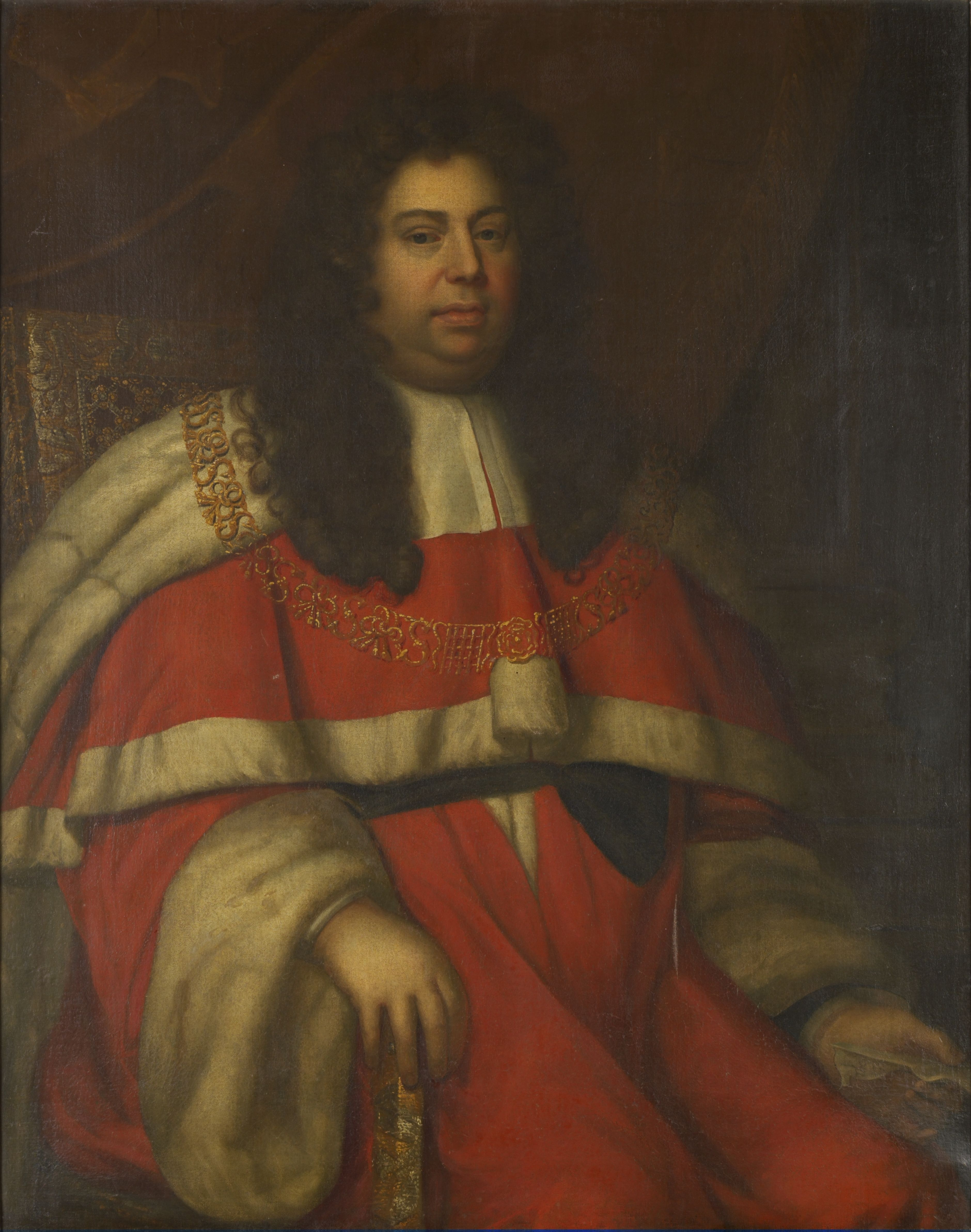
Томас Тревор, 1-й барон Тревор (1658—1730)

Барон Тревор — аристократический титул, созданный трижды в британской истории (1662 год — Пэрство Ирландии, 1712 год — Пэрство Великобритании и 1880 год — Пэрство Соединённого королевства).

## История
Впервые титул барона Тревора был создан 28 августа 1662 года в Пэрстве Ирландии вместе с титулом виконта Данганнона. Первым обладателем титула стал Маркус Тревор, 1-й виконт Данганнон (1618—1670), который вместе с виконтством получил титул барона Тревора из Ростревора. В 1706 году после смерти Маркуса Тревора, 3-го виконта Данганнона (1669—1706), титулы виконта Данганнона и барона Тревора прервались.
1 января 1712 года баронский титул был вторично возрожден в Пэрстве Великобритании для адвоката сэра Томаса Тревора (1658—1730), будущего лорда-хранителя Малой печати (1726—1730) и лорда-председателя Совета (1730). В 1776 году Роберт Хэмпден-Тревор, 4-й барон Тревор (1706—1783), получил титул виконта Хэмпдена. В 1824 году после смерти Джона Хэмпдена-Тревора, 3-го виконта Хэмпдена и 6-го барона Тревора (1749—1824), оба титула также угасли.
5 мая 1880 года титул барона Тревора (Пэрство Соединённого королевства) был в третий раз восстановлен для лорда Эдвина Хилла (1819—1894), третьего сына Артура Хилла, 3-го маркиза Дауншира (1788—1845). Эдвин Хилл заседал в Палате общин Великобритании от Дауна (1845—1880). В 1862 году Эдвин Хилл унаследовал имения своего покойного родственника Артура Хилла-Тревора, 3-го виконта Данганнона (1798—1862), получив королевское разрешение на дополнительную фамилию «Тревор». В 1880 году для Артура Эдвина Хилла-Тревора был создан титул барона Тревора из Brynkinalt в графстве Денбишир. Его преемником стал его сын, Артур Уильям Хилл-Тревор, 2-й барон Тревор (1852—1923), вице-лейтенант Денбишира. После его смерти в 1923 году титул перешел к его сводному брату, Чарльзу Эдварду Хиллу-Тревору, 3-му барону Тревору (1863—1950).
По состоянию на 2025 год носителем титула являлся внук последнего, Марк Чарльз Хилл-Тревор, 5-й барон Тревор (род. 1970), который стал преемником своего отца в 1997 году.
Родовое имение баронов Тревор — Brynkinallt, недалеко от города Чирк, графство Денбишир, в Уэльсе.

## Бароны Тревор, первая креация (1662)
См. Виконт Данганнон (креация 1662 года)

## Бароны Тревор, вторая креация (1712)
См. Виконт Хэмпден (креация 1776 года)

## Бароны Тревор, третья креация (1880)
- 1880—1894: (Артур) Эдвин Хилл-Тревор, 1-й барон Тревор (4 ноября 1819 — 25 декабря 1894), третий сын Артура Хилла, 3-го маркиза Дауншира (1788—1845)[1];
- 1894—1923: Артур Уильям Хилл-Тревор, 2-й барон Тревор (19 ноября 1852 — 19 мая 1923), единственный сын предыдущего от первого брака[2];
- 1923—1950: Чарльз Эдвард Хилл-Тревор, 3-й барон Тревор (22 декабря 1863 — 23 декабря 1950), второй сын 1-го барона Тревора от второго брака, сводный брат предыдущего[3];
- 1950—1997: Чарльз Эдвин Хилл-Тревор, 4-й барон Тревор (13 августа 1928 — 1 января 1997), старший сын предыдущего[4];
- 1997 — настоящее время: Марк Чарльз Хилл-Тревор, 5-й барон Тревор (род. 8 января 1970), старший сын предыдущего[5];
  - Наследник титула: достопочтенный Иэн Роберт Хилл-Тревор (род. 12 июня 1971), младший брат предыдущего[6].
    - Наследник наследника: Ангус Эдвард Лохланн Хилл-Тревор (род. 5 апреля 2004), единственный сын предыдущего.